# David García Mitogo
David Edu García Mitogo (Bata, 18 de mayo de 1990-Arnoya, 11 de mayo de 2023), conocido como Mitogo, fue un futbolista ecuatoguineano que jugaba como delantero. Criado en España, concretamente entre El Bierzo y Asturias, pasó la mayor parte de su carrera de clubes de allí, salvo una temporada en la liga de Malta. Fue internacional con la selección de Guinea Ecuatorial.

## Trayectoria
Mitogo nació en Bata, Guinea Ecuatorial de padre español y madre ecuatoguineana y llegó a España con tres años con su familia. Se inició como futbolista en la categoría benjamín del Club Deportivo La Morenica y, al llegar a la edad de cadete, fue fichado por la Sociedad Deportiva Ponferradina, pero su primera incursión allí fue insatisfactoria, por lo que regresó la temporada siguiente a La Morenica, en donde continuó hasta la etapa juvenil, en 2006, cuando volvió definitivamente a la Ponferradina, con la que completó su carrera formativa.
En 2008, Mitogo debutó con el filial de la Ponferradina y, un año más tarde, se estrenó con el primer equipo, en Segunda División B, llegando a marcar un gol.
Tras salir de la Sociedad Deportiva Ponferradina en 2012, formaría parte de diversos equipos como C. D. Teruel, Atlético Bembibre, Vittoriosa Stars F. C. de Malta, Barco en dos etapas, Compostela, Unionistas, Arenteiro, Somozas, As Pontes, Sarriana y Atlético Arnoia de la Preferente Galicia.

## Selección nacional
Mitogo fue convocado a la selección sub-20 de Guinea Ecuatorial para la clasificación a la Copa Africana de Naciones de esa categoría, cuya fase final se realizó en Libia en 2011. Jugó el partido de vuelta contra Gabón en Moanda (sureste gabonés), por la Fase Preliminar, marcando el gol de su selección que empató 1 a 1 y fue eliminada.
La selección absoluta de su país lo convocó por primera vez para el amistoso ante Marruecos del 11 de agosto de 2010 y disputó los últimos veinticinco minutos, sin marcar. Dos meses más tarde, disputó un segundo partido internacional contra Botsuana (0:2), en este caso como titular. Al poco tiempo, jugando para la Ponferradina B, sufrió una rotura en el ligamento cruzado anterior de la rodilla izquierda, lo que le apartó de las canchas por seis meses y le imposibilitó volver a ser convocado por su país, siendo recién el 9 de junio de 2012 cuando pudo jugar su tercer y último partido internacional, contra Sierra Leona, válido por las eliminatorias para la Copa Mundial de Fútbol de 2014.

## Desaparición y fallecimiento
Desapareció el 11 de mayo de 2023, tras enviar varios mensajes de agradecimiento a sus compañeros. Su teléfono móvil apareció en el puente entre las ciudades de Arnoia y Ribadavia y el 23 de mayo de 2023, fue hallado sin vida en el río Avia.